# Dead Ringers
Dead Ringers (bra: Gêmeos - Mórbida Semelhança; prt: Irmãos Inseparáveis) é um filme canado-estadunidense de 1988, dos gêneros drama, terror e suspense, dirigido por David Cronenberg.

## Sinopse
Dois gêmeos idênticos ginecologistas, ambos interpretados pelo ator Jeremy Irons, possuem o hábito de dividir suas conquistas amorosas. Entretanto um deles, Beverly, se apaixona pela última conquista, que acaba por descobrir o esquema entre os irmãos e rompe o namoro. Assim, Beverly acaba se tornando um dependente químico e compromete a vida de seu irmão.